# 第92回選抜高等学校野球大会
第92回選抜高等学校野球大会（だい92かいせんばつこうとうがっこうやきゅうたいかい）は、2020年3月19日から11日間（休養日を除く）にわたって阪神甲子園球場で開催予定だった選抜高等学校野球大会である。新型コロナウイルス感染症（COVID-19）拡大の影響により、同年3月11日に中止が決定された。

## 概要
今大会は元号が令和となってからは初めての選抜高等学校野球大会となる予定だったが、新型コロナウイルス感染症の流行により開催中止となった。これ以前に1942年から1946年の間、第二次世界大戦の影響で大会を中断した例はあったが、これらは日程が決定した後の中止ではないため、すでに日程の決定した大会の中止は大会初である。後に同年夏に開催予定であった第102回全国高等学校野球選手権大会も同じく新型コロナウイルス感染症の流行により開催中止となったため、同一年で選抜高等学校野球大会と全国高等学校野球選手権大会の甲子園球場開催の大会が中止になるのも初となる。
なお、大会回数は正式なものとしてカウントされる。開催中止が決定した時点で出場校の選出も完了していたため、それらの選出校の大会出場回数についても1回出場したものとしてカウントされる。

## 日程
- 2019年
  - 7月3日 - 第91回選抜高等学校野球大会第4回運営委員会にて、第92回大会の出場校数を一般選考28校、特別枠4校（21世紀枠3、神宮大会枠1）の総計32校と定める[3]。
  - 9月25日 - 第1回の大会運営委員会を開催し、21世紀枠特別選考委員として奥野史子（元アーティスティックスイミング選手）を新たに委嘱した[4]。
  - 11月20日 - 第50回明治神宮野球大会高校の部・決勝戦が行われ、中京大中京が初優勝。東海地区の一般選考における出場枠増枠が決定。
- 2020年
  - 1月14日 - 入場行進曲が第61回日本レコード大賞受賞曲の『パプリカ』に決定した[5]。
  - 1月24日 - 出場校選考委員会にて出場32校を選出[6]。
  - 3月4日 - 第3回運営委員会が開催され、日本での新型コロナウイルス肺炎問題の影響を考慮して大会の開会式及び出場校の甲子園練習などを中止することを決定。また大会そのものを無観客試合として実行する方針を定めたが、最終的には11日の第4回運営委員会にて大会開催の可否を最終判断することを決定した[7]。なお、大会を開催する場合は13日に予定されている組み合わせ抽選は主催者による代理抽選とした。
  - 3月11日 - 第4回運営委員会が開催され、無観客での開催を断念し、大会を中止することが正式決定[8]。
  - 4月6日 - 前回大会準優勝校である習志野市立習志野高等学校（千葉）の準優勝旗返還式を同校にて挙行[9]。
  - 6月10日 - 日本高野連は本大会出場校の試合機会の一環で、甲子園球場で2020年甲子園高校野球交流試合を開催すると発表[10]。
  - 7月6日 - 前回大会優勝校である東邦高等学校（愛知）の優勝旗・優勝杯返還式を同校にて挙行[11]。

## 選出校

### 一般選考
| 地区   | 選出校       | 選出校 | 出場回数       |
| ------ | ------------ | ------ | -------------- |
| 北海道 | 白樺学園     | 北海道 | 初出場         |
| 東北   | 鶴岡東       | 山形   | 41年ぶり2回目  |
| 東北   | 仙台育英     | 宮城   | 3年ぶり13回目  |
| 関東   | 健大高崎     | 群馬   | 3年ぶり4回目   |
| 関東   | 桐生第一     | 群馬   | 4年ぶり6回目   |
| 関東   | 花咲徳栄     | 埼玉   | 4年ぶり5回目   |
| 関東   | 山梨学院     | 山梨   | 2年連続4回目   |
| 関東   | 東海大相模   | 神奈川 | 2年ぶり11回目  |
| 東京   | 国士舘       | 東京   | 2年連続10回目  |
| 北信越 | 星稜         | 石川   | 3年連続14回目  |
| 北信越 | 日本航空石川 | 石川   | 2年ぶり2回目   |
| 東海   | 加藤学園     | 静岡   | 初出場         |
| 東海   | 中京大中京   | 愛知   | 10年ぶり31回目 |
| 東海   | 県岐阜商     | 岐阜   | 5年ぶり29回目  |

| 地区 | 選出校     | 選出校 | 出場回数      |
| ---- | ---------- | ------ | ------------- |
| 近畿 | 天理       | 奈良   | 5年ぶり24回目 |
| 近畿 | 智弁学園   | 奈良   | 2年ぶり13回目 |
| 近畿 | 智弁和歌山 | 和歌山 | 3年連続14回目 |
| 近畿 | 大阪桐蔭   | 大阪   | 2年ぶり11回目 |
| 近畿 | 履正社     | 大阪   | 2年連続9回目  |
| 近畿 | 明石商     | 兵庫   | 2年連続3回目  |
| 中国 | 倉敷商     | 岡山   | 8年ぶり4回目  |
| 中国 | 鳥取城北   | 鳥取   | 8年ぶり2回目  |
| 中国 | 広島新庄   | 広島   | 6年ぶり2回目  |
| 四国 | 尽誠学園   | 香川   | 18年ぶり7回目 |
| 四国 | 明徳義塾   | 高知   | 2年ぶり19回目 |
| 九州 | 創成館     | 長崎   | 2年ぶり4回目  |
| 九州 | 明豊       | 大分   | 2年連続4回目  |
| 九州 | 大分商     | 大分   | 23年ぶり6回目 |
| 九州 | 鹿児島城西 | 鹿児島 | 初出場        |

### 21世紀枠
| 地区   | 選出校 | 選出校 | 出場回数      |
| ------ | ------ | ------ | ------------- |
| 北海道 | 帯広農 | 北海道 | 初出場        |
| 東北   | 磐城   | 福島   | 46年ぶり3回目 |
| 中国   | 平田   | 島根   | 初出場        |

## 備考
今大会から導入が予定されていたものとして、準々決勝翌日に加え、準決勝翌日にも休養日が設定された。また、1人の投手の投球数が1週間で500球に達した場合（登板中に達した場合は打者との対戦が完了するまで）は、それ以上投げることを認めない球数制限が設定された。他にも申告故意四球の導入、投手の投球数をスコアボードに表示されることが決まっていた。